# Організація болгарських скаутів
Організа́ція болга́рських ска́утів (болг. Организация на българските скаути) — національна скаутська організація Болгарії, заснована у 1995 році. Організація є членом ВОСР з 1999 року, і подала заявку на вступ у Всесвітню Асоціацію дівчат-гайдів та дівчат-скаутів. Станом на 2011 рік чисельність організації становить 2109 осіб.

## Історія

### Перший етап. Початки скаутингу в Болгарії
Скаутський рух у Болгарії було засновано у 1911 році болгарським генералом Ніколою Жековим, командиром 1-го піхотного полку. Генерал Жеков зацікавився новою системою виховання під назвою «скаутинг», створеною у 1907 році англійським генералом Бейденом-Пауелом. За ініціативою Жекова було створено перший скаутський гурток у Софії. Початок Балканських війн фактично поклав край розвитку скаутського руху у Болгарії.

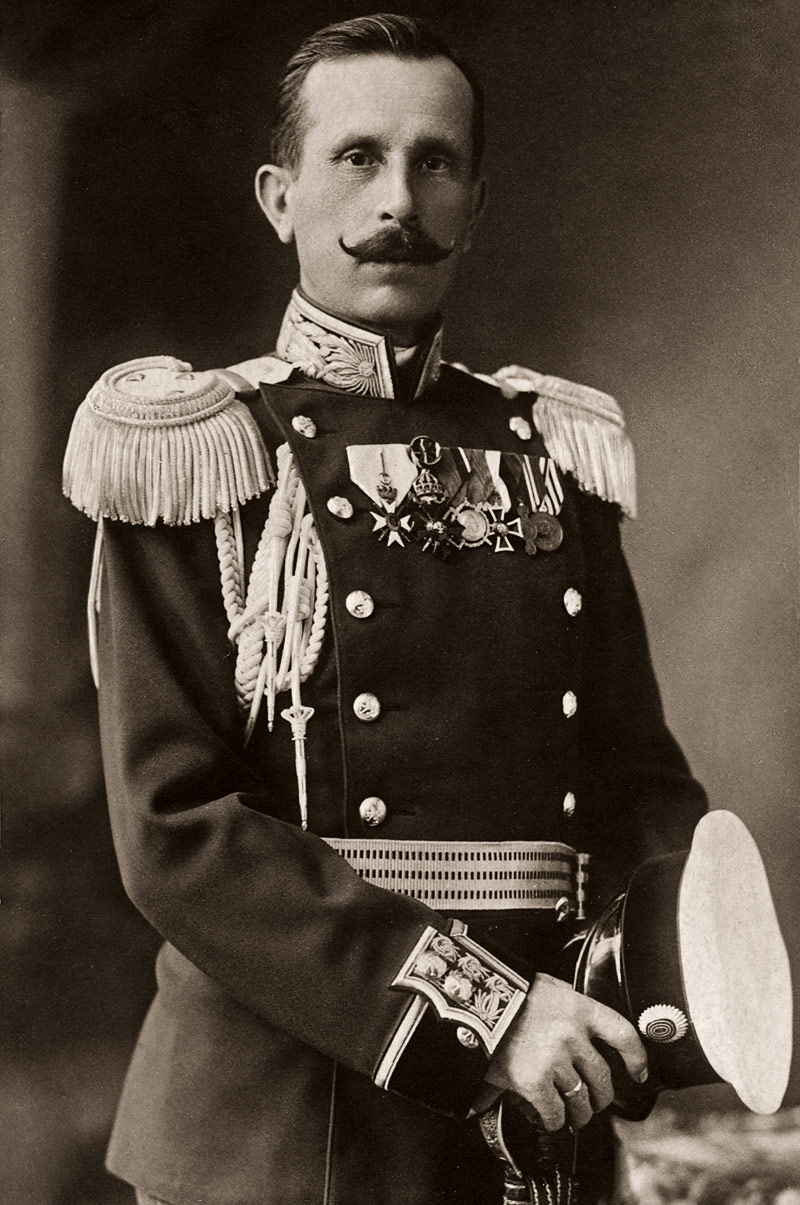
Нікола Жеков

У 1915 році полковник болгарської армії Дамян Велчев видає книжку для юнацтва, де дає відповіді на питання стосовно скаутського руху. Поразки болгарської армії у Першій Світовій війні стали причиною занепаду скаутського руху в країні.

### Другий етап. Скаутський рух в Болгарії протягом 1921-1939 років
Важка поразка у війні стала причиною кризи у Болгарії. Загострилася ситуація і з болгарською молоддю: багато дітей та підлітків були змушені працювати на виробництві, щоб забезпечити власне виживання. Поширювалася дитяча злочинність.
Для виправлення цієї ситуації у Болгарії працювали багато організацій: «Помірність», Червоний Хрест, різні релігійні та культурно-просвітницькі організації. Після завершення Громадянської війни у Росії, багато учасників Білого Руху емігрувало до Болгарії. Російська діаспора заснувала власний російський скаутський рух в екзилі. Вплив російських емігрантів та досвід організації «Російський скаут» (рос. Русский скаут) дали поштовх розвитку болгарського скаутського руху.
У 1921 році, у місті Варна під керівництвом скаут-майстра Майкла Уелса, англійця на службі у росіян, було створено перший скаутський гурток. Спочатку членами цього гуртка були виключно росіяни на чолі із ідейним керівником загону російським генералом Смедровим. Згодом Уелс заснував новий гурток для болгарської молоді. Члени гуртка називали себе розвідниками, за аналогією від англійського слова «scout» яке і означає «розвідник».
Першими болгарськими скаут-майстрами стали Дімітр Дімітров та Стефан Янчулев. Під їх керівництвом у 1923 році було створено національну болгарську скаутську організацію — Організацію Болгарських розвідників (бол. Организацията на Българските младежи-разузнавачи). У 1924 році організація болгарських розвідників стала членом ВОСР.
28 вересня 1922 року у американській гімназії у місті Самоков було створено бой-скаутську організацію. Кількість членів цієї організації сягала 30-ти осіб.

Болгарські скаути у 1923 році

У 1925 році поблизу села Владая відбувся перший болгарський скаутський табір для підготовки скаут-майстрів, провідників патрулів та загонів. В програму табору було включено практичну та теоретичну підготовку та підсумкові іспити. Табір отримав визнання Світового Скаутського Бюро; випускники табору отримали дипломи та знаки розвідників-майстрів з підписом Роберта Бейдена-Пауела.
Перший болгарський розвідник-майстер Стефан Янчулев відбув вишкільний табір у Франції.
У 1928 році відбулось Перше Національне Джемборі (з 30 серпня по 4 вересня) болгарських скаутів. Також відбулась Перша сесія Конгресу організації, на якій було прийнято звернення до болгарського царя Бориса III із проханням взяти Організацію Болгарських розвідників під свою опіку. Менше ніж через місяць цар Борис III надіслав листа до ОБР із повідомленням про прийняття цієї організації під опіку Його Величності та побажанням плідної діяльності.

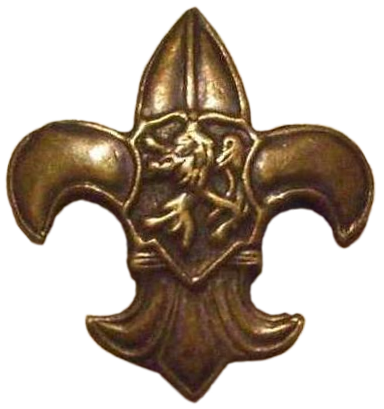
Герб болгарських скаутів (1923).

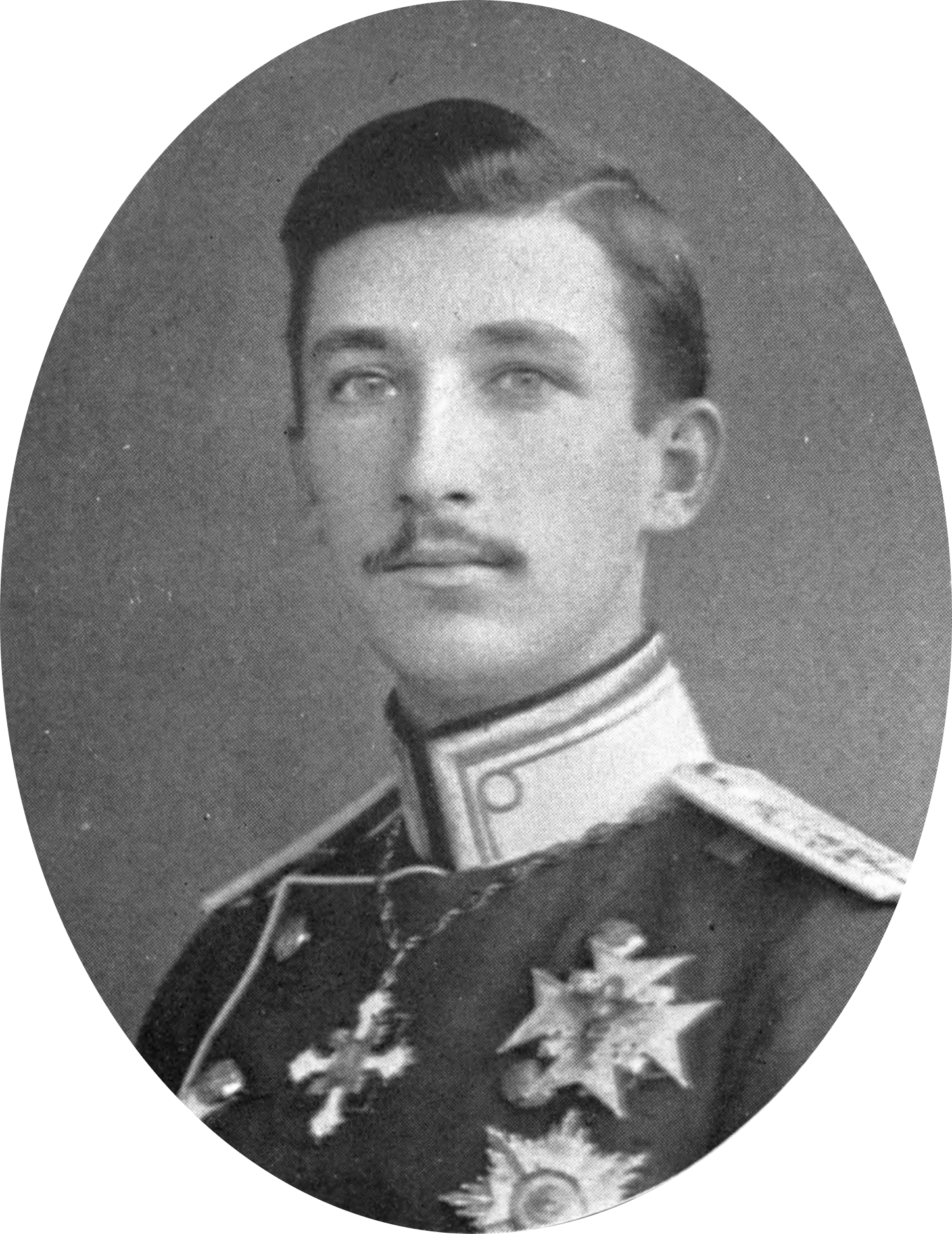
Цар Борис III

День патрона Організації — Святого Юрія — болгарські скаути відзначили в перший раз 6 травня 1926 року неподалік Софії разом із двома іншими болгарськими патріотичними організаціями. Після святкування відбувся урочистий марш вулицями столиці на чолі з царем.
З 31 жовтня по 1 листопада відбувся Другий Конгрес ОБР. Верховний комітет повідомив, що кількість членів організації становить 6147 осіб. Конгрес ухвалив рішення про створення Конфедерації за фізичне виховання молоді разом з іншими болгарськими організаціями («Юнак», Болгарський союз велосипедистів, мисливські організації та інші).
У 1927 році відбулися три регіональні Джемборі, в яких взяло участь понад 1400 розвідників.
Багато болгарських розвідників долучилися до ліквідації наслідків землетрусу у місті Чірпан у 1928 році. Протягом кількох місяців скаути з Софії, Перника, Пловдіва та інших болгарських міст доглядали за пораненими, брали участь у відновлювальних роботах. Англійська газета «Таймс» відзначила болгарських скаутів за безоплатну допомогу постраждалому населенню.
У 1929 році відбулось Друге Національне Джемборі, в якому взяло участь понад 750 розвідників. В тому ж році відбувся П'ятий Конгрес ОБР, де було прийнято Статут організації — Правильник внутрішньої дії.
Восени 1930 року делегація Верховного національного комітету відвідала Військове Міністерство Болгарії. Міністр пообіцяв скаутам співробітництво та фінансову підтримку клубів розвідників. Фінансову допомогу також пообіцяв міністр освіти Болгарії.
В грудні 1930 року Шостий Конгрес ОБР ухвалив рішення  про створення Товариства друзів розвідників. Головою новоствореної організації став генерал запасу Велізар Лазарєв.
У липні 1931 року поблизу села Княжево відбулось Третє Національне Джемборі, яке відвідали понад 150 угорських та польських скаутів.
У листопаді 1931 року відбувся Сьомий Конгрес ОБР, на якому було обрано Верховний Комітет із 7-ми осіб та прийнято поправки до Правильнику внутрішньої дії.
В лютому 1932 року Верховний Комітет ОБР проголосив 26 пунктів діяльності організації, викладених за основними напрямками:
- Стабілізація фінансів та активів організації;
- Посилення дисципліни серед розвідників;
- Суворе дотримання правил та Статуту ОБР.

Також було внесено зміни до правильнику форми ОБР. Однострій болгарських скаутів було змінено на більш військовий тип. 
У листопаді 1932 року відбувся Восьмий Конгрес ОБР, а в грудні Дев'ятий Конгрес. На них було заслухано доповіді про занепад скаутського руху в Болгарії. 
Протягом 1934-1936 років уряд Болгарії здійснив декілька спроб створити єдину молодіжну організацію, включивши до її складу і ОБР, однак безуспішно.

Болгарський гурток розвідників у 1926 році

У 1937 році на Тринадцятому Конгресі ОБР було обрано Старшого Розвідника (Голову організації) полковника Святослава Акрабова.
У 1938 році уряд Болгарії знову почав кампанію за створення єдиної масової молодіжної організації, із силовим залученням до неї молоді, за зразком організації німецької молоді «Гітлерюгенд». ОБР та інші болгарські організації виступили проти даного рішення. Святослав Акрабов виступив із заявою в болгарській пресі, де вказав що «скаутська система сприяє гармонійному розвитку молоді шляхом добровільного членства».
У 1939 році відбувся останній конгрес ОБР, на якому було обрано Старшого Розвідника генерала запасу Христо Луківа.

### Третій етап. 1939-1989 роки
Через складну політичну ситуацію, у 1940 році болгарський скаутський рух фактично припинив існування. Керівництво ОБР надіслало листа до Світового Бюро Бойскаутів, де повідомляло про саморозпуск організації. Причиною цього став тиск з боку Військового Міністерства Болгарії на Старшого Розвідника Христо Луківа та його заступника Святослава Акрабова.
У 1940 році уряд Болгарії створив єдину молодіжну організацію військового типу «Браннік».
У Другій Світовій війні Болгарія зазнала поразки від Червоної Армії. У 1946 році було проголошено Болгарську Народну Республіку. Із приходом до влади болгарських комуністів, скаутинг було офіційно заборонено. Майно скаутів було конфісковано на користь новостворених організацій комуністичної молоді «Піонери» та «Чавдарі». Багатьох лідерів ОБР було репресовано, архіви організації знищено.

### Четвертий етап. З 1991 року до наших днів
У 1989 році скаутський рух у Болгарії почав поступово відроджуватись. У 1991 році було зареєстровано Болгарську скаутську організацію на чолі з Костянтином Халачевим, Георгієм Поповим та Мирославом Димитровим.
Розбудові БСО допомагали німецькі, англійські та французькі скаутські організації. Під час інспекції ВОСР було виявлено, що Національна Рада БСО не функціонує, а статут організації болгарських скаутів не відповідає стандартам Світового скаутського бюро.
Між лідерами БСО Георгієм Поповим та Мирославом Димитровим виник розкол який спричинив занепад скаутського руху в Болгарії.
За сприяння Європейського скаутського бюро було створено єдину скаутську організацію Болгарії — Національну Організацію Скаутського Руху. Водночас із НОСР виникла інша болгарська скаутська асоціація — Організація Болгарських Скаутів, на чолі якої став Юрій Георгієв, послідовник Костянтина Халачева. Протягом кількох років Європейське скаутське бюро робило невдалі спроби об'єднати дві скаутські організації. Обидві організації подали заявку у ВОСР, і після голосування право представляти Болгарію отримала ОБР. На 34-й Всесвітній скаутській конференції в Дурбані (Південна Африка) президент ОБР Петро Пенев отримав офіційний диплом про вступ до ВОСР.

## Структура та діяльність
Вікові групи
- Каб-скаути — від 7 до 11 років;
- Скаути — від 12 до 18 років;
- Ровери — від 18 до 35 років.

## Ідеологія

### Гасло
Гасло (болг. Мото) болгарських скаутів — Будь готовий або Готуйсь (болг. Бъди готов!)
Гасло морських скаутів — Люби море.

### Скаутський закон (болг.Скаутски Закон)
Болгарською:
- 1. Скаутът е честен и достоен за доверие;
- 2. Скаутът е верен на Бога, Отечеството, обществото и семейството си;
- 3. Скаутът е длъжен да бъде полезен и да помага на другите;
- 4. Скаутът е приятел на всички и брат на всеки скаут;
- 5. Скаутът е вежлив и етичен;
- 6. Скаутът е приятел на животните и опазва околната среда;
- 7. Скаутът проявява чувство на уважение;
- 8. Скаутът е весел и с висок дух;
- 9. Скаутът е пестелив и опазва частната и обществена собственост;
- 10. Скаутът е чист в мислите думите и делата си Скаутски Принципи

Українською:
- 1. Скаут чесний та достойний довіри;
- 2. Скаут вірний Богові, Батьківщині, сусіпільству та сім'ї;
- 3. Скаут повинен бути корисним та допомагати іншим;
- 4. Скаут приятель всім та брат кожному іншому скауту;
- 5. Скаут ввічливий та етичний;
- 6. Скаут приятель тварин та піклується про навколиншю середу;
- 7. Скаут поважає інших;
- 8. Скаут веселий і ніколи не падає духом;
- 9. Скаут ощадний та поважає суспільну власність;
- 10. Скаут чистий думками та діє згідо Скаутських Принципів

### Скаутські принципи (болг.Скаутски Принципи)
Болгарською:
- Дълг към Бога - духовен принцип.
- Дълг към другите - социален принцип.
- Дълг към самият себе си - личен принцип.

Українською:
- Обов'язок перед Богом — духовний принцип;
- Обов'язок перед іншими — соціальний принцип;
- Обов'язок перед самим собою — особистий принцип.